# 험멜
험멜 인터내셔널(Hummel International)은 스포츠 의류, 용품 제조 회사이다. 1923년 창립되었다. 독일에서 시작되었지만 지금은 덴마크에 본사를 두고 있다.
대한민국에서는 (주)대원이노스에서 브랜드 라이선스를 가지고 있으며 현재 K리그 경남 FC, 수원 FC, 전북 현대 모터스, 울산 현대와 KBL 원주 동부 프로미와 용품 계약 체결을 하고 각 구단에 용품을 지원하고 있다.

## 스폰서

### 축구

#### 국가대표팀
- 덴마크
- 리투아니아

#### 클럽

##### AFC
- 경남 FC (2006 ~ 2009 / 2012 ~ 2015 / 2017 ~ 현재)
- 수원 FC (2011 ~ 2012 / 2014 ~ 현재)
- 안산 그리너스 FC (현재 ~ )
- 울산 HD FC (2001 ~ 2003 / 2018 ~ 2021)
- 전남 드래곤즈 (2004 ~ 2005)
- 부산 아이파크 (2005 ~ 2006)
- 김천 상무 FC (2005 ~ 2007)
- 전북 현대 모터스 (2007 ~ 2021)
- 대구 FC (2011 ~ 2014)
- 강원 FC (2014 ~ 2015)
- 포항 스틸러스 (2015 ~ 2016)
- 인천 유나이티드 FC (2015 ~ 2019)
- 목포 FC (2021 ~ 2022)
- 서울 중랑 축구단 (2024)

##### UEFA
- 레알 마드리드 CF (1985 ~ 1994)
- 선덜랜드 AFC
- 에버턴 FC
- 위컴 원더러스 FC
- 코번트리 시티 FC

## 같이 보기
- 충주 험멜 축구단